# Game Dev Tycoon
Game Dev Tycoon är ett amerikanskt datorspel från 2012. Spelet går ut på att skapa och marknadsföra datorspel.
Genom att skapa balanserade spel, där faktorer som spelkänsla, grafik och handling är avgörande, strävar man efter att öka sin försäljning och expandera sitt företag. Spelaren börjar som en spelutvecklare på 1980-talet, där får spelaren uppleva en konstant förändrande spelbransch där nya konsoler kommer in på marknaden ända in till modern tid.
Spelet finns tillgängligt till Windows, Macintosh, Linux, Android och iOS.